# Potamalosa
Potamalosa is een monotypisch geslacht van straalvinnige vissen uit de familie van haringen (Clupeidae).

## Soort
- Potamalosa richmondia Macleay, 1879